# NGC 1738
NGC 1738 ist eine Balken-Spiralgalaxie vom Hubble-Typ SB(s)bc im Sternbild Hase am Himmelsäquator, die schätzungsweise 169 Millionen Lichtjahre vom Milchstraße entfernt ist. Gemeinsam mit NGC 1739 bildet sie ein wechselwirkendes Paar.
Das Objekt wurde am 11. Dezember 1885 von dem Astronomen Ormond Stone entdeckt.